# Philip Meissner

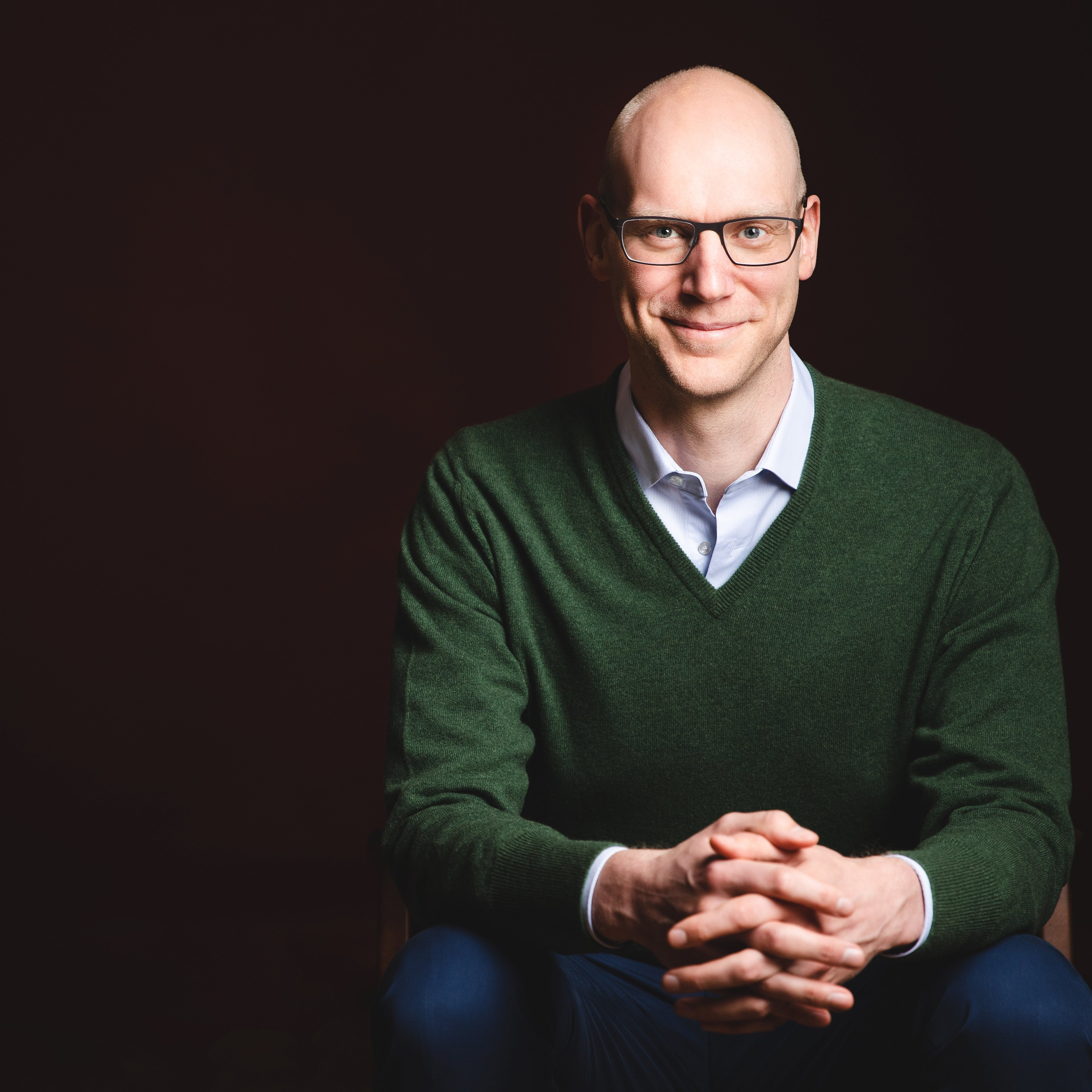
Philip Meissner

Philip Meissner ist ein deutscher Wirtschaftswissenschaftler und Hochschullehrer für Strategie, Autor und Entscheidungsexperte. Seit 2018 ist er Inhaber des Lehrstuhls für Strategisches Management und Entscheidungsfindung an der ESCP Business School in Berlin. Neben Entscheidungen beschäftigt sich Meissner mit dem Einfluss und den Auswirkungen der digitalen Transformation in Unternehmen und auf die Gesellschaft. Seit 2020 leitet er das European Center for Digital Competitiveness.
Das Capital Magazin zeichnete Meissner als einen der 40 unter 40 in Deutschland aus. 2022 wurde er in den Kreis der Young Global Leaders des World Economic Forum berufen.

## Werdegang
Meissner begann seine berufliche Laufbahn im Bankensektor und absolvierte einen MBA an der Handelshochschule Leipzig (HHL), promovierte dort und baute seit 2009 das Center for Strategy and Scenario Planning mit auf, ein gemeinsames Forschungszentrum von Roland Berger und der HHL. Er habilitierte sich an der Philipps-Universität Marburg bei Torsten Wulf.

## Projekte und Expertise
Neben seiner Forschung zu Entscheidungsprozessen und der digitalen Transformation in Unternehmen, die unter anderem im MIT Sloan Management Review veröffentlicht wurden, berät Meissner Unternehmen bei strategischen Entscheidungen und in Fragen neuer Technologien.
Mit seiner Arbeit am European Center for Digital Competitiveness konzentriert er sich darauf, die Möglichkeiten digitaler Technologien zur Lösung großer gesellschaftlicher Herausforderungen aufzuzeigen und Lösungen für die Bereiche Green Tech und Digitale Demokratie zu entwickeln.
2019 veröffentlichte er das Buch „Entscheiden ist einfach“, welches bereits in mehrere Sprachen übersetzt wurde. Er hält regelmäßig Vorträge zu den Themen Entscheidungsfindung und digitale Transformation, berät Unternehmen zu Zukunftstechnologien und ist ein gefragter Experte in nationalen und internationalen Medien.

## Belege
1. ↑  Chair of Strategic Management and Decision Making | ESCP Europe. Abgerufen am 1. April 2019 (englisch).
2. ↑  Das sind Deutschlands Top 40 unter 40. Abgerufen am 31. Januar 2023.
3. ↑  New Class. Abgerufen am 31. Januar 2023 (englisch).
4. ↑  Home | Center for Strategy and Scenario Planning. Abgerufen am 1. April 2019.
5. ↑  Philip Meissner and Torsten Wulf: The Hidden Values Driving Strategy. Abgerufen am 31. Januar 2023 (amerikanisches Englisch).
6. ↑  Philip Meissner I Digital Future Technology. Abgerufen am 31. Januar 2023 (englisch).
7. ↑  Bold use of green tech can foster a new era of sustainable growth. In: weforum.org. 20. April 2022, abgerufen am 31. Januar 2023 (englisch).
8. ↑  European Center for Digital Competitiveness. Abgerufen am 31. Januar 2023 (amerikanisches Englisch).
9. ↑  Joe McKendrick: Skepticism Abounds For Artificial Intelligence In High-Level Decisions. Abgerufen am 31. Januar 2023 (englisch).
10. ↑  Michael Nienaber, Rene Wagner: Explainer: Germany's next government faces three big economic challenges. In: Reuters. 5. Oktober 2021 (reuters.com [abgerufen am 31. Januar 2023]).

| Personendaten    | Personendaten                                                                                          |
| ---------------- | --- |
| NAME             | Meissner, Philip                                                                                       |
| KURZBESCHREIBUNG | deutscher Wirtschaftswissenschaftler und Hochschullehrer für Strategie, Autor und Entscheidungsexperte |
| GEBURTSDATUM     | 20. Jahrhundert                                                                                        |